# Ďačov
Ďačov este o comună slovacă, aflată în districtul Sabinov din regiunea Prešov. Localitatea se află la altitudinea de 407 m deasupra n.m., se întinde pe o suprafață de 10,68 km2 și în 2017 număra 731 de locuitori.

## Istoric
Localitatea Ďačov este atestată documentar din 1338.

## Demografie
| An:                | 1994 | 2004   | 2014   | 2024   |
| ------------------ | ---- | ------ | ------ | ------ |
| Număr de persoane: | 739  | 747    | 756    | 744    |
| Diferență:         |      | +1,08% | +1,20% | −1,58% |

| An:                | 2023 | 2024   |
| ------------------ | ---- | ------ |
| Număr de persoane: | 736  | 744    |
| Diferență:         |      | +1,08% |